# Antonio Codognato

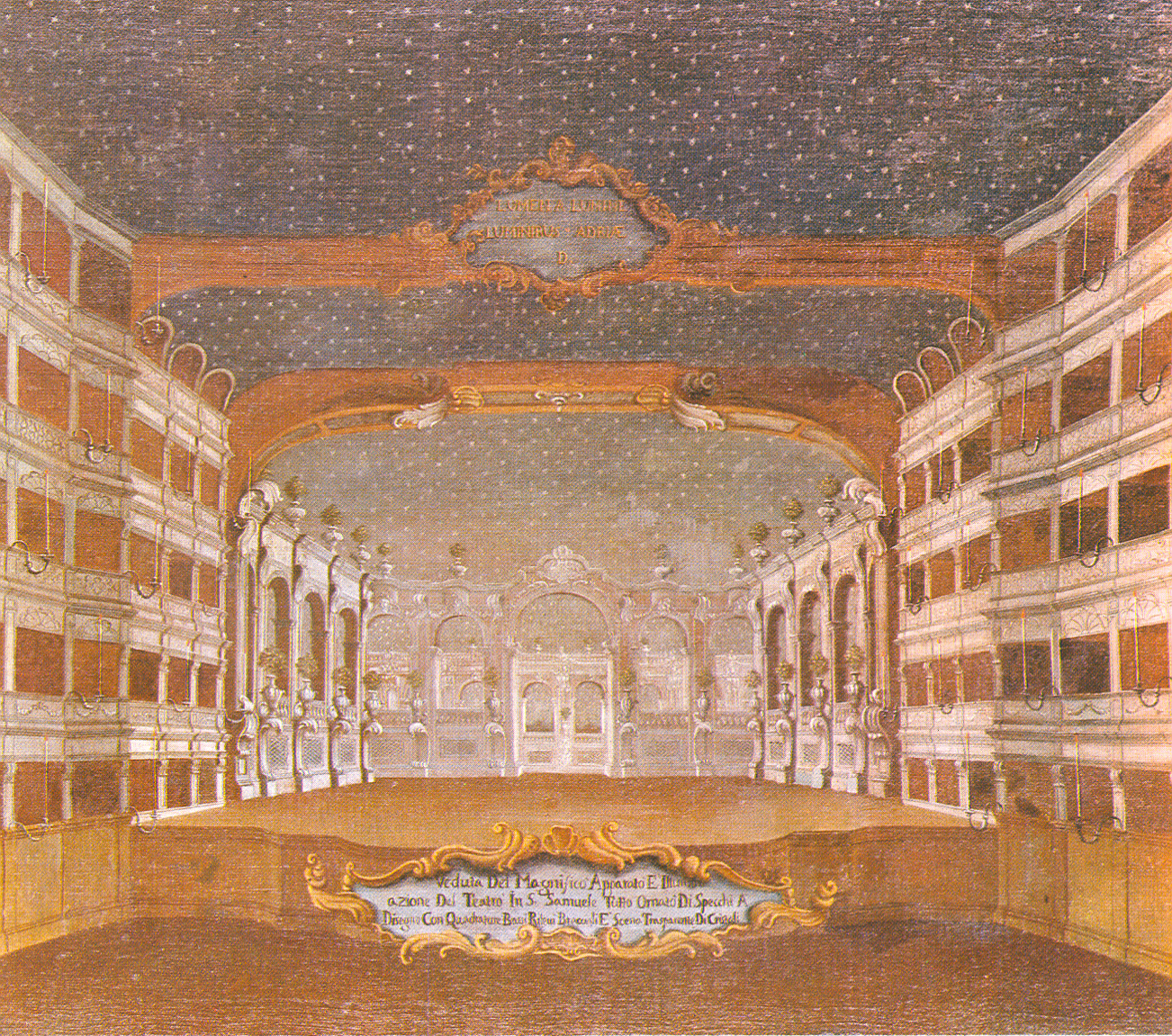
Il teatro San Samuele immortalato da Gabriel Bella.

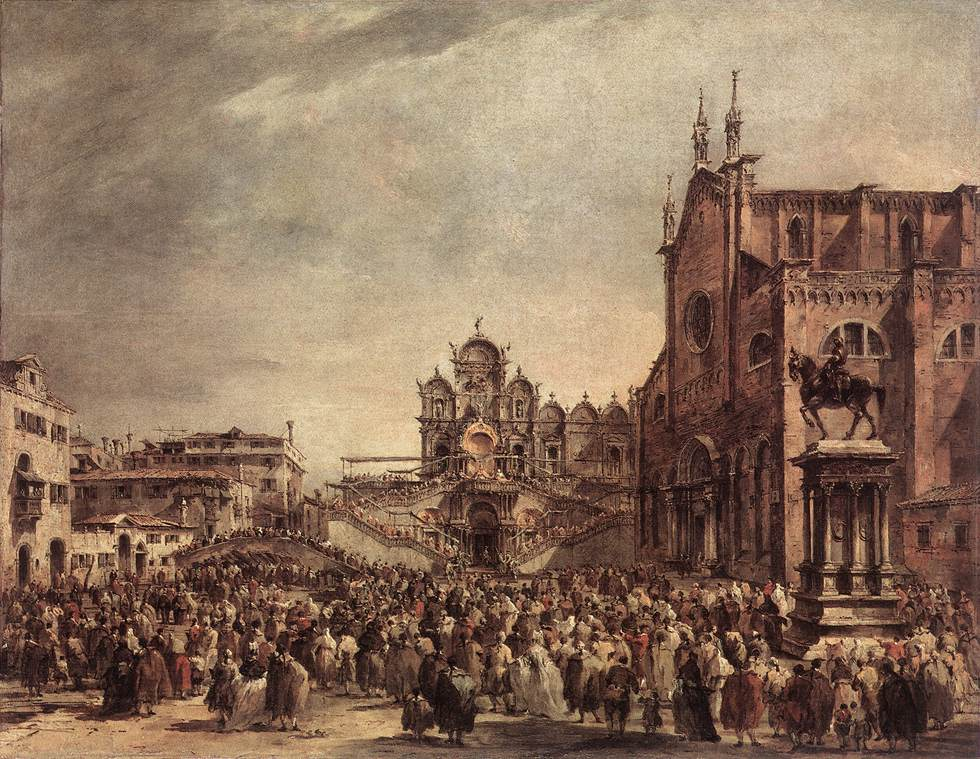
La benedizione del papa in un dipinto di Francesco Guardi; il palco su cui si trova il pontefice fu progettato dal Codognato.

Antonio Codognato (fl. XVIII secolo) è stato uno scenografo e architetto italiano.

## Biografia
Ben poco si sa di questo architetto di teatro, uno dei tanti della Venezia del Settecento dove proliferavano feste e rappresentazioni. Influenzato dai Galli da Bibbiena, fu noto come abilissimo "specchiaro", capace di ottenere giochi con luci e specchi sui palcoscenici e negli addobbi.
Nulla ovviamente resta delle sue effimere opere, ma esse ci sono comunque note attraverso le raffigurazioni contemporanee e le cronache di Pietro Gradenigo.
Uno dei primi lavori noti è rappresentato in una stampa di Giuseppe Filosi: si tratta delle scenografie realizzate con la partecipazione di Romualdo Mauri per la Rosmira fedele di Gioacchino Cocchi, eseguita al teatro San Samuele nel 1753. Un'altra stampa, realizzata da un anonimo e riprodotta in un dipinto di Gabriel Bella, immortala un altro lavoro del Codognato per lo stesso teatro realizzata, forse, per Il mondo alla roversa di Baldassarre Galuppi su libretto di Carlo Goldoni.
Il Gradenigo annota tra i suoi lavori anche il restauro del teatro San Giovanni Grisostomo, che conferì allo stesso una struttura ad anfiteatro e un ampliamento generale con l'aggiunta di altri palchi (per un totale di duecentodieci) e il prolungamento della scena, il tutto magnificamente illuminato da candele e lampadari. La costruzione fu completamente rinnovata nel 1834, ma molti cronisti lo ricordano come un teatro dalle proporzioni inusuali. Nel 1764 nello stesso teatro fu rappresentato il Caio Mario del Galluppi e l'illuminazione della scena fu ancora affidata al Codognato con la collaborazione di Giacomo Piviati.
L'ultima scenografia di cui si ha notizia, riportata sempre il Gradenigo, si ebbe in occasione del Solimano recitato al teatro San Cassiano nel 1766: a Codognato fu affidata la decorazione di tutto il teatro, dalle scene ai palchi, e la sua illuminazione.
Nel 1782 progettò una struttura in piazza San Marco per festeggiare la visita dei "conti del Nord" (i principi ereditari di Russia, Paolo Petrovic e Maria Feodorovna) costituita da un arco trionfale, da un palazzo e da carri trionfali. L'apparato è raffigurato in una stampa di Giacomo Leonardis dove si legge che il Codognato ne fu "inventore atque directore"; ma secondo Emmanuele Antonio Cicogna egli fu particolarmente influenzato dai suggerimenti di Domenico Fossati.
Nello stesso anno allestì, presso la Scuola Grande di San Marco, la loggia da cui papa Pio VI impartì la benedizione apostolica; tuttavia, anche in questo caso il Cicogna ritenne che quel lavoro fu in gran parte frutto del genio del Fossati. La struttura è stata immortalata in un quadro del Bella, in vari dipinti del Guardi e in un'incisione del Leonardis.